# Tasiocera (Tasiocera) unisetosa
Tasiocera (Tasiocera) unisetosa is een tweevleugelige uit de familie steltmuggen (Limoniidae). De soort komt voor in het Australaziatisch gebied.